# Rosenberg-studiet
Rosenberg-studiet, fra 1979 Studio 39, var et dansk pladestudie, der blev etableret i 1971 af Ivar Rosenberg (1926-1993) på Dortheavej 39 i Bispebjerg, København. Ivar Rosenberg havde indtil da foretaget pladeindspilninger gennem mange år i forskellige lokaliteter i København, fortrinsvist i biografer. Mellem 1965 og 1971 havde han således et studie, der var indrettet i Vanløse Bio.
Rosenberg-studiet havde i første halvdel af 70'erne ry som det dengang mest avancerede indspilningsstudie i Danmark (bl.a. fik det som det første danske pladestudie installeret en 24-sporsbåndoptager). I årene 1971-1976 var det derfor hyppigt anvendt, og en lang række plader med blandt mange andre Gasolin', Sebastian, Gnags, Sensory System og Røde Mor blev således indspillet i Rosenberg-studiet. Ved mange af disse indspilninger sad Freddy Hansson bag mixerpulten, enten som lydtekniker eller som producer. Han arbejdede i studiet fra begyndelsen i 1971 og satte indtil 1976 sit præg på mange af studiets rockindspilninger.
I 1976 etablerede Freddy Hansson imidlertid sit eget studie, Sweet Silence Studios, som herefter overtog Rosenberg-studiets dominerende rolle i indspilningen af rockmusik. Ved årsskiftet 1978-1979 forlod også Ivar Rosenberg studiet, hvorefter det skiftede navn til Studio 39. Det fortsatte derefter under dette navn, indtil det blev lukket i 1991.